# Maurice Anthony Crowley
Maurice Anthony Crowley (ur. 11 marca 1946 w Berrings) – irlandzki duchowny rzymskokatolicki działający w Kenii, w latach 1998–2022 biskup Kitale.

## Życiorys
4 listopada 2022 papież Franciszek przyjął jego rezygnację z funkcji biskupa diecezjalnego.